# Harold A. Wilson
Harold Allan Wilson (Horncastle, Lincolnshire, 21 de gener de 1885 - França, 1916) va ser un atleta anglès que va competir a primers del segle xx. En el seu palmarès destaquen dues medalles als Jocs de Londres de 1908 i el fet de ser el primer home a córrer els 1500 metres en menys de quatre minuts, amb un temps de 3' 59.8" el maig de 1908.
El 1908 va prendre part en els Jocs Olímpics de Londres, on guanyà la medalla de plata en la cursa dels 1500 metres, en quedar segon rere Melvin Sheppard, amb un temps de 4' 03.6". També formà part de l'equip britànic que guanyà la medalla d'or en la cursa de les tres milles per equips. Fou el quart atleta britànic en arribar a meta, en la cinquena posició de la general. Els companys d'equip foren Archie Robertson, Norman Hallows, Joe Deakin i William Coales.
El 1909 va passar la temporada corrent als Estats Units, on fou considerat un dels millor corredors de la milla. També va córrer a Austràlia i Sud-àfrica. Morí en acció a França durant la Primera Guerra Mundial.